# 塞缪尔·帕帕罗
小塞缪尔·约翰·帕帕罗（英語：Samuel John Paparo Jr.；1964年—）美国海军上将，现任美國印太司令部司令。

## 生平
1964年，帕帕罗出生在美国宾夕法尼亚州特拉华县，他的祖父是第二次世界大战时期的美国海军水兵，父亲是美国海军陆战队士兵年轻时，帕帕罗在红衣主教奥哈拉高级中学学习。1987年，帕帕罗考入维拉诺瓦大学，他还取得了老道明大学国际研究硕士学位，海军研究生院系统分析硕士学位，此外，他还在空军指挥和参谋学院、空军战争学院、海军战争学院和联合作战学校学习。
2011年8月，帕帕罗出任航空母舰第七联队司令。2017年，帕帕罗出任第10航母打击组司令。次年，帕帕罗出任美国中央司令部行动部主任。2020年，帕帕罗出任美国海军中央总部兼第五舰队司令。2021年5月5日，帕帕罗接替约翰·克里斯托弗·阿奎利诺出任美国太平洋舰队司令。2024年5月3日，帕帕羅接替阿奎利諾出任美國印度洋－太平洋司令部司令。
2024年6月10日，帕帕羅在接受華盛頓郵報的訪問時說，解放軍若跨越台海入侵，美軍「地獄景象」（Hellscape）計劃以數千架無人武器（無人潛艇、無人艦艇、無人機）痛擊解放军軍力，爭取足夠時間調動美軍協防台灣。

## 荣誉

### 外国勋章奖章
- 保国勋章统一章（韩国，2024年7月9日于火奴鲁鲁印太司令部颁发[18]）